# P61
P61 je oceánská hlídková loď ozbrojených sil Malty. Jedná se o modifikaci italské třídy Diciotti, nazývanou Saettia Mk3. Loď byla postavena jako náhrada hlídkových lodí P29, P30 a P31, patřících k východoněmecké třídě Kondor.

## Stavba
Stavba plavidla byla objednána 12. března 2004 v italské loděnici Fincantieri. Hotové plavidlo bylo do služby přijato 3. listopadu 2005.

## Konstrukce

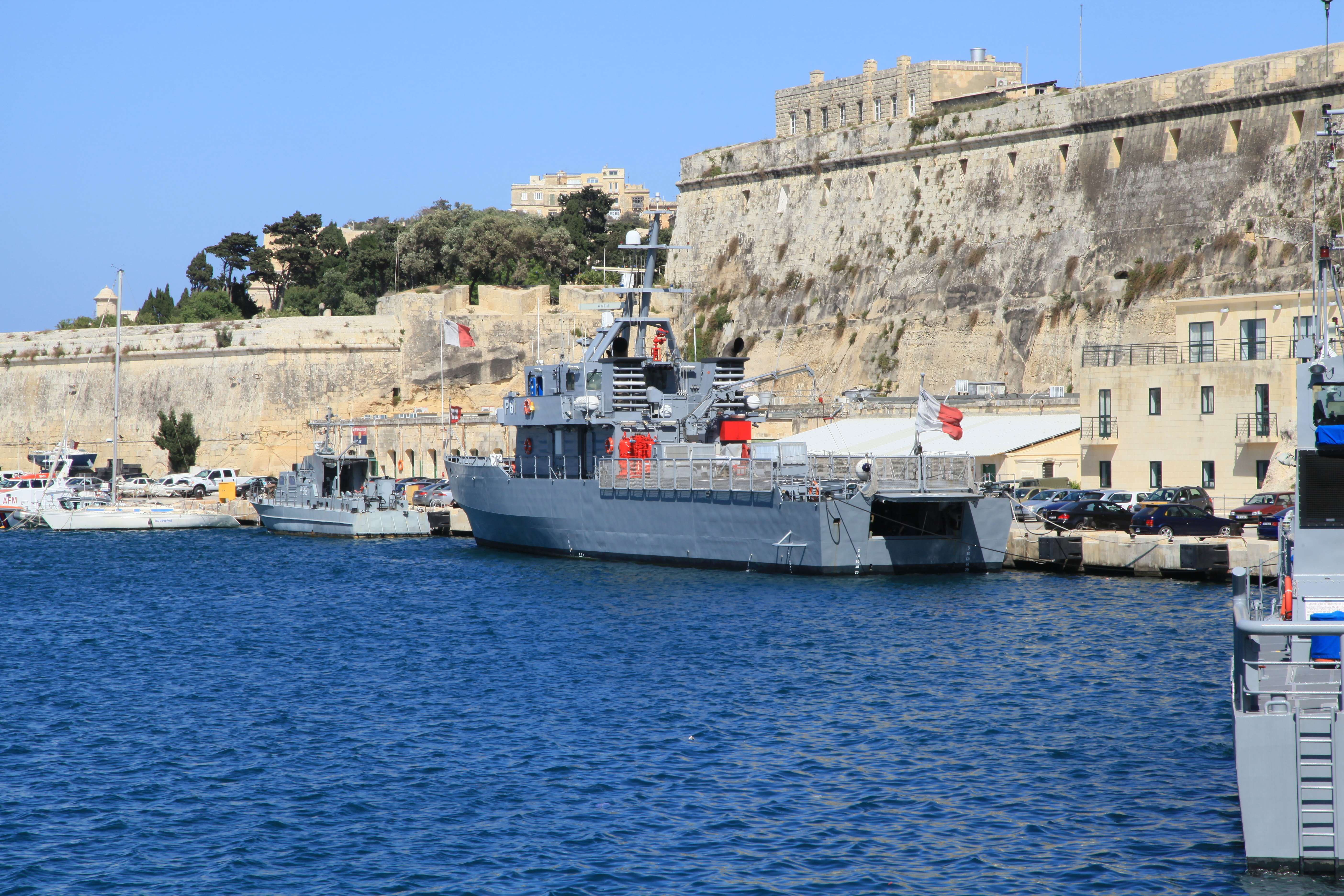
P61

Plavidla je nese jeden vyhledávací a jeden navigační radar. Výzbroj tvoří jeden 25mm kanón Otobreda a dva 12,7mm kulomety. Na zádi se nachází přistávací plocha pro jeden střední vrtulník a jeden sedmimetrový inspekční člun RHIB. Pohonný systém tvoří dva diesely Isotta Fraschini V1716T2 MSD, o výkonu 6335 hp, pohánějící dva lodní šrouby. Nejvyšší rychlost dosahuje 23 uzlů.

### Modernizace
V lednu 2017 loděnice Fincantieri získala kontrakt na modernizaci palubních systému plavidla v ceně 7 milionů eur. Šestiměsíční modernizace byla dokončena v listopadu 2017.